# سكوت نيكلسون
سكوت نيكلسون (بالإنجليزية: Scott Nicholson)‏ (24 يونيو 1962 في الولايات المتحدة)؛ كاتب وروائي أمريكي.